# Muskatellsalvia
Muskatellsalvia (Salvia sclarea L.) är en ört i familjen kransblommiga växter.

## Beskrivning

Vippa

Muskatellsalvia är en tvåårig kortlivad ört, men den är självsående, och kan då på sätt och vis betraktas som perenn.
Den blir 90 till 120 cm hög. Blommar kring midsommar, men först under sitt andra år. Blommorna är ljust lila i kraftiga vippor med violetta foderblad. De stora håriga och rynkiga bladen sitter på en fyrkantig stjälk.
Storleken på pollenkornen är 50 … 100 μm.

## Habitat
Muskatellsalvia är vildväxande i centrala och södra Europa och vidare österut till Centralasien och Pakistan.

## Etymologi
- Släktnamnet Salvia är avlett av latin salvare, som betyder rädda, frälsa, och syftar på den urgamla användning och goda rykte släktet har som medicinalväxter.

## Användning
Muskatellsalvia används som doftväxt i trädgårdar. Muskatellolja utvinns genom ångdestillation av blommande toppskott och blad. Oljan som produceras vid destillationen används inom parfymindustrin, och för smaksättning av vermouth och likörer. Muskatellolja används även inom aromaterapi.

### Muskatelloljans egenskaper[1]
- Kokpunkt 210 °C
- Densitet 0,89 … 0,93; varierar allt efter växtplatsen för råvaran.
- Olöslig i vatten, glycerin och propylenglykol.
- Löslig i 95 % etanol, vegetabiliska oljor, flytande paraffin.
- 75 % av oljan utgörs av linalylacetat, C22H36O2.
- Sclareol, C20H36O2 kan extraheras ur de växtrester som kvarstår efter destillering.

I doften ingår bl a linalol, C10H18O och tujon. En tujonfri variant finns i handeln.
Förvaring: Mörkt, svalt, lufttätt.
CAS-nummer 8016-63-5.
Pris i detaljhandeln 60 … 135 kr för 10 ml. Dyrare om den framställts från ekologisk odling.

## Bilder

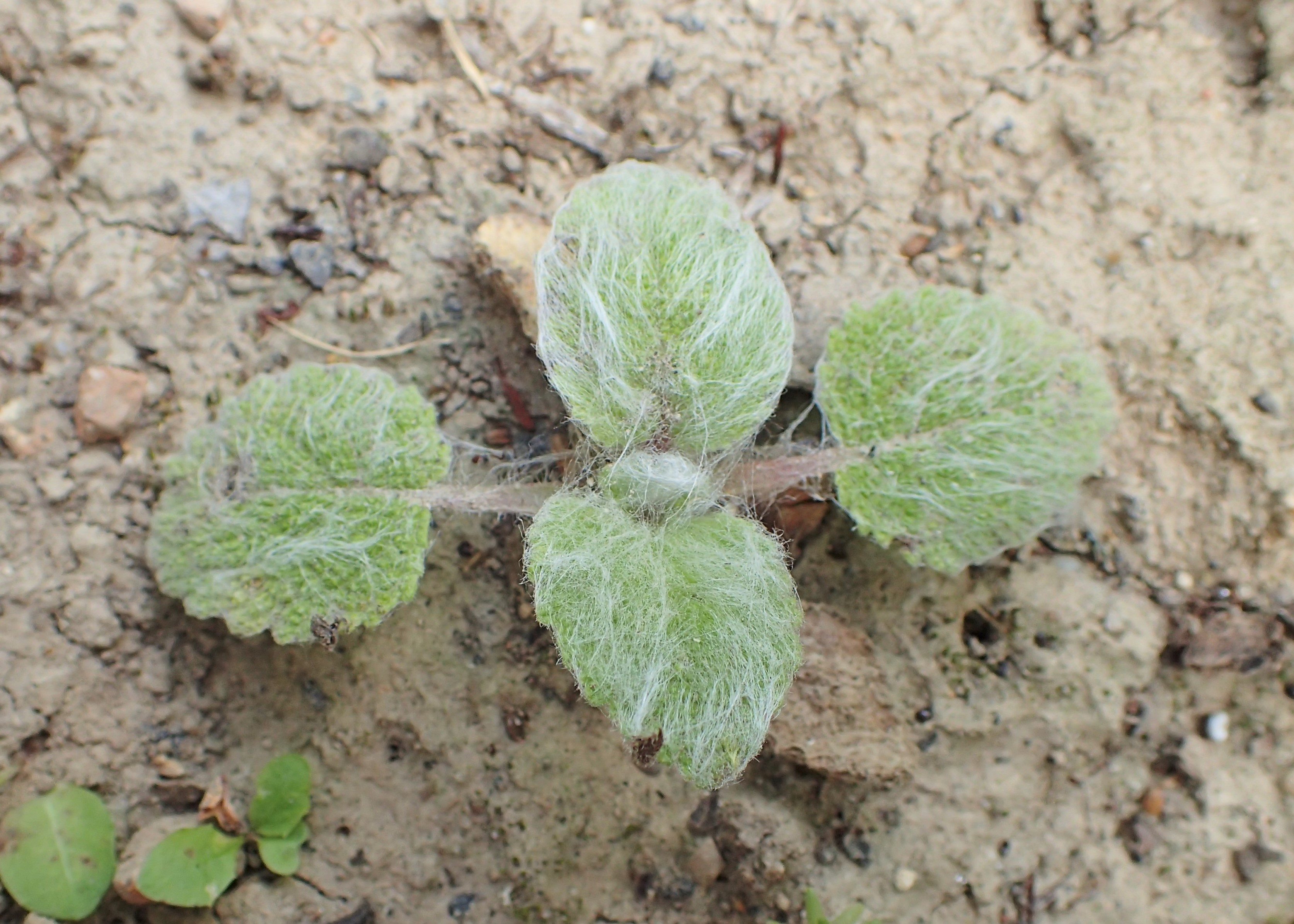
Årsskott av muskatellsalvia
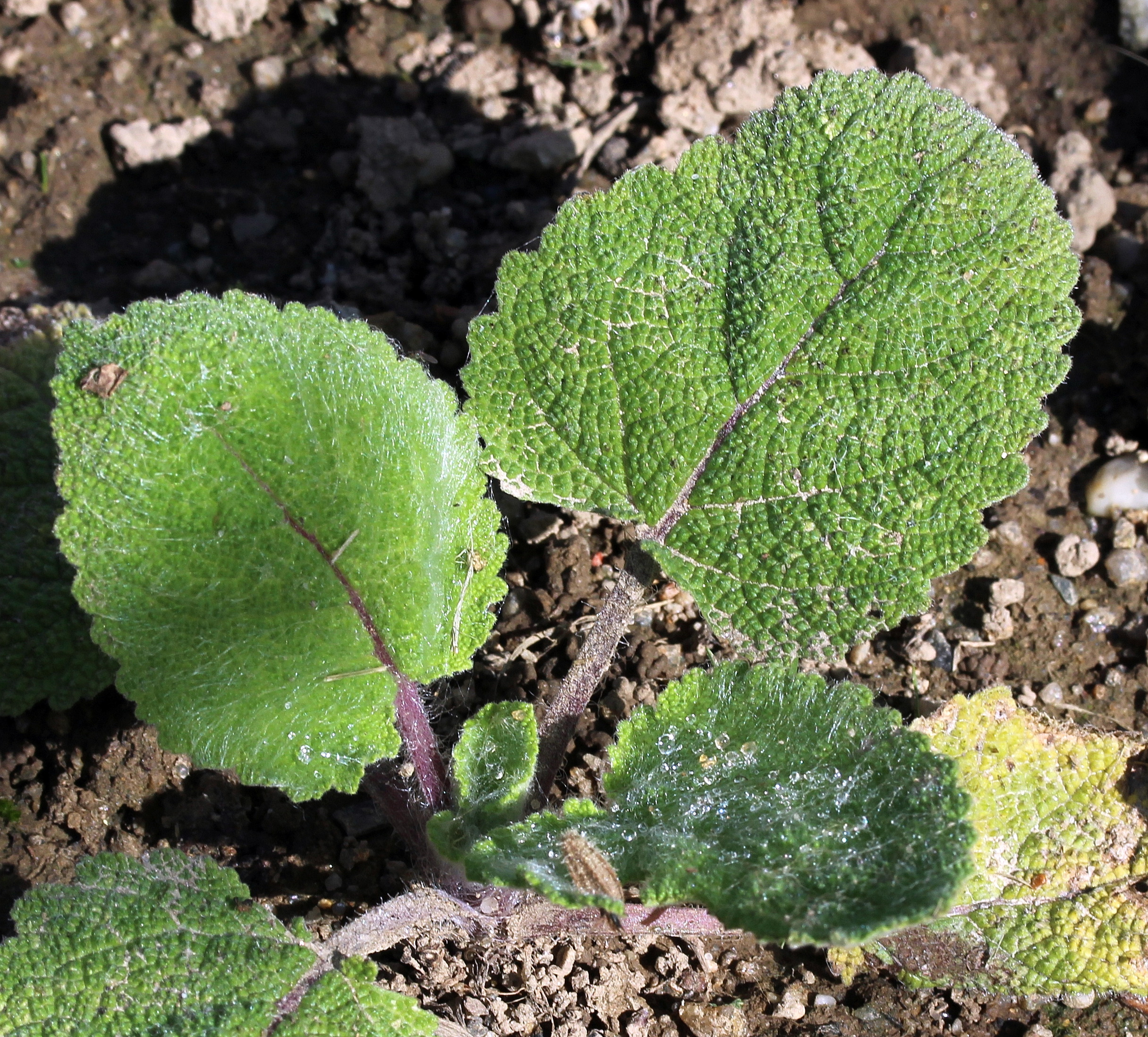
Bladen är skrynkliga
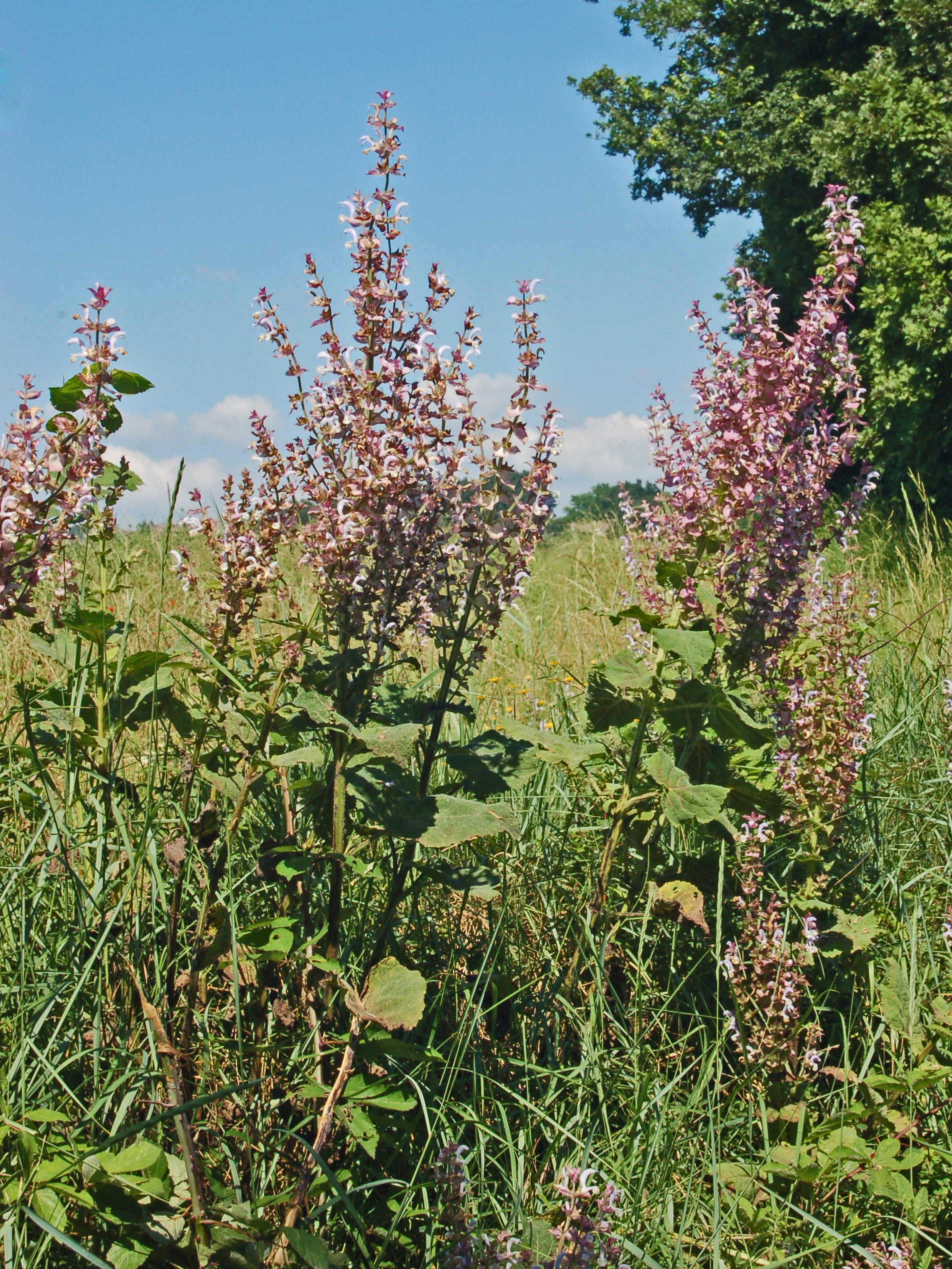
Habitat
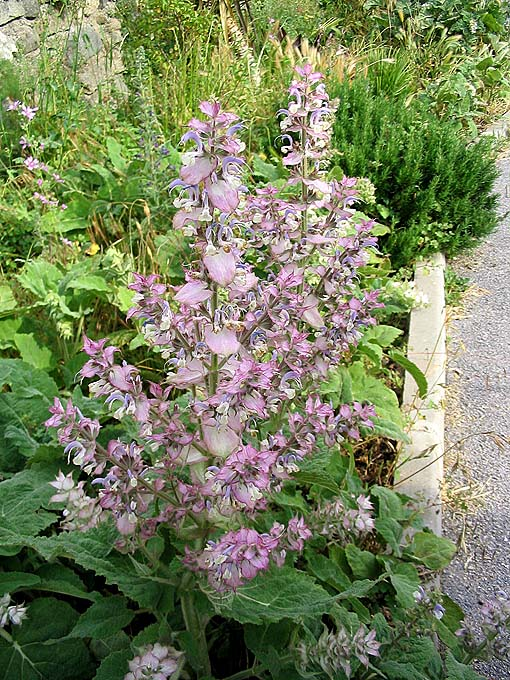
Vildväxande muskatellsalvia vid en vägkant
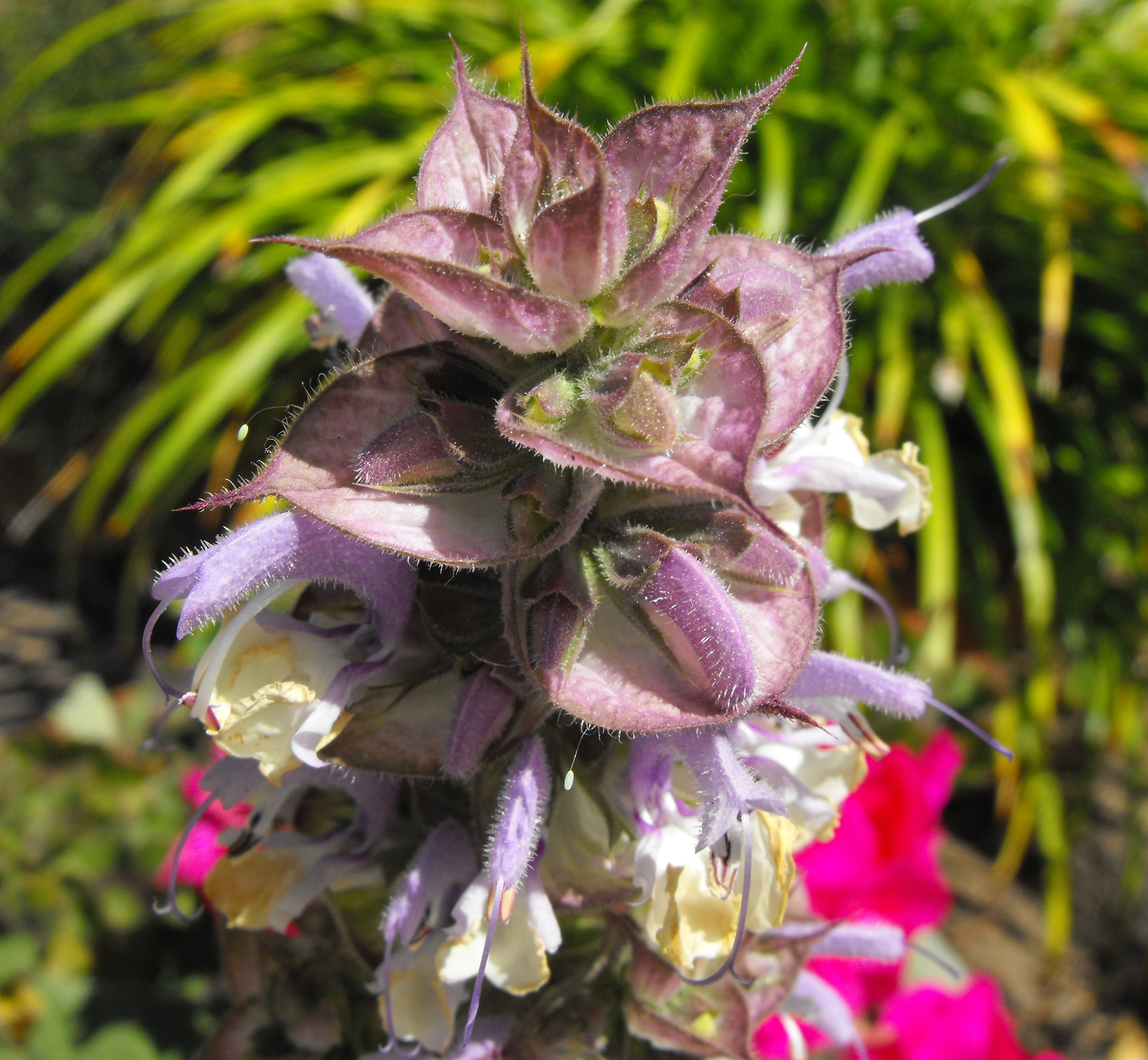
Blomknippe
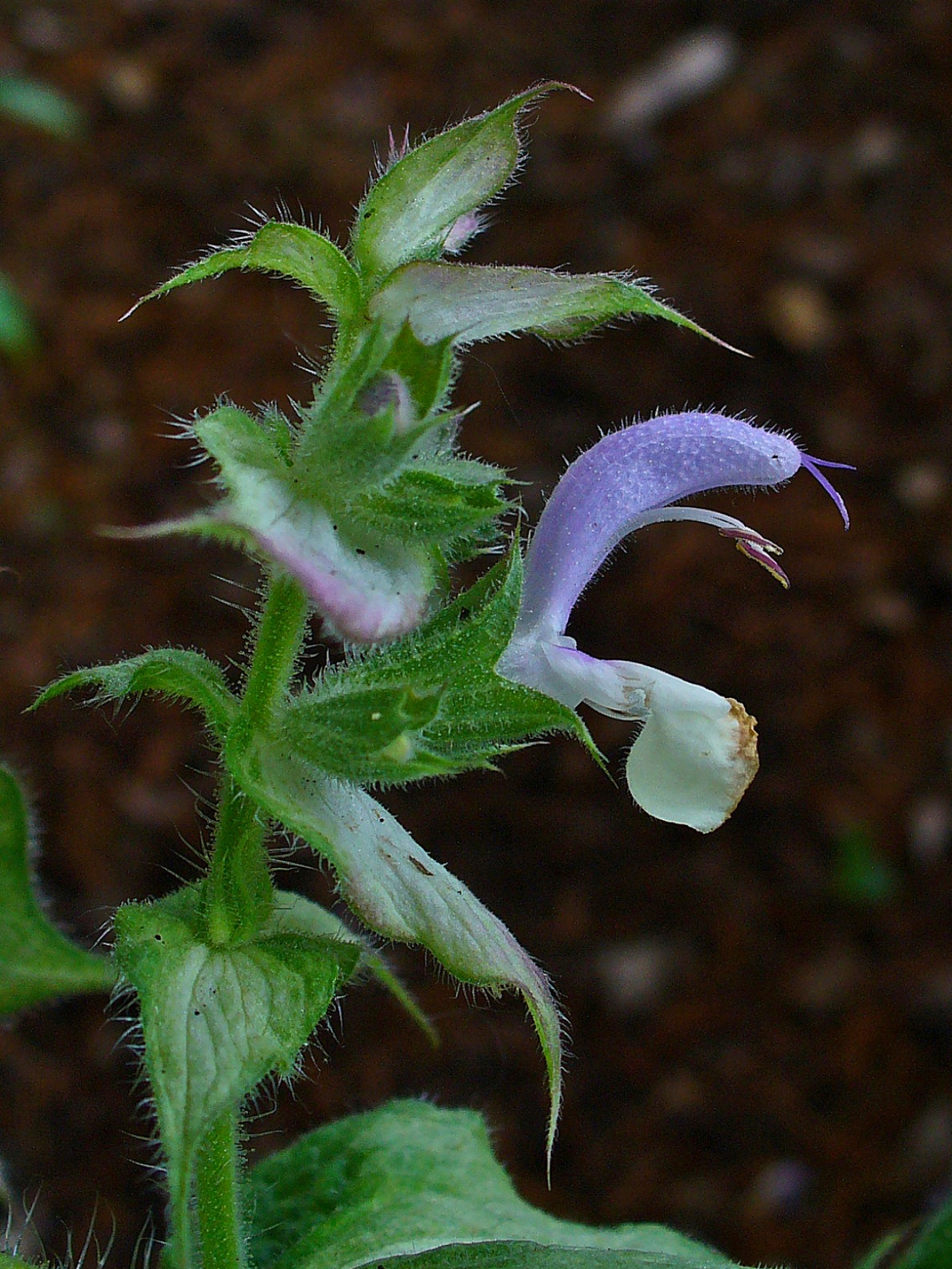
Blomma Lägg märke till hår på både blomma ock blad
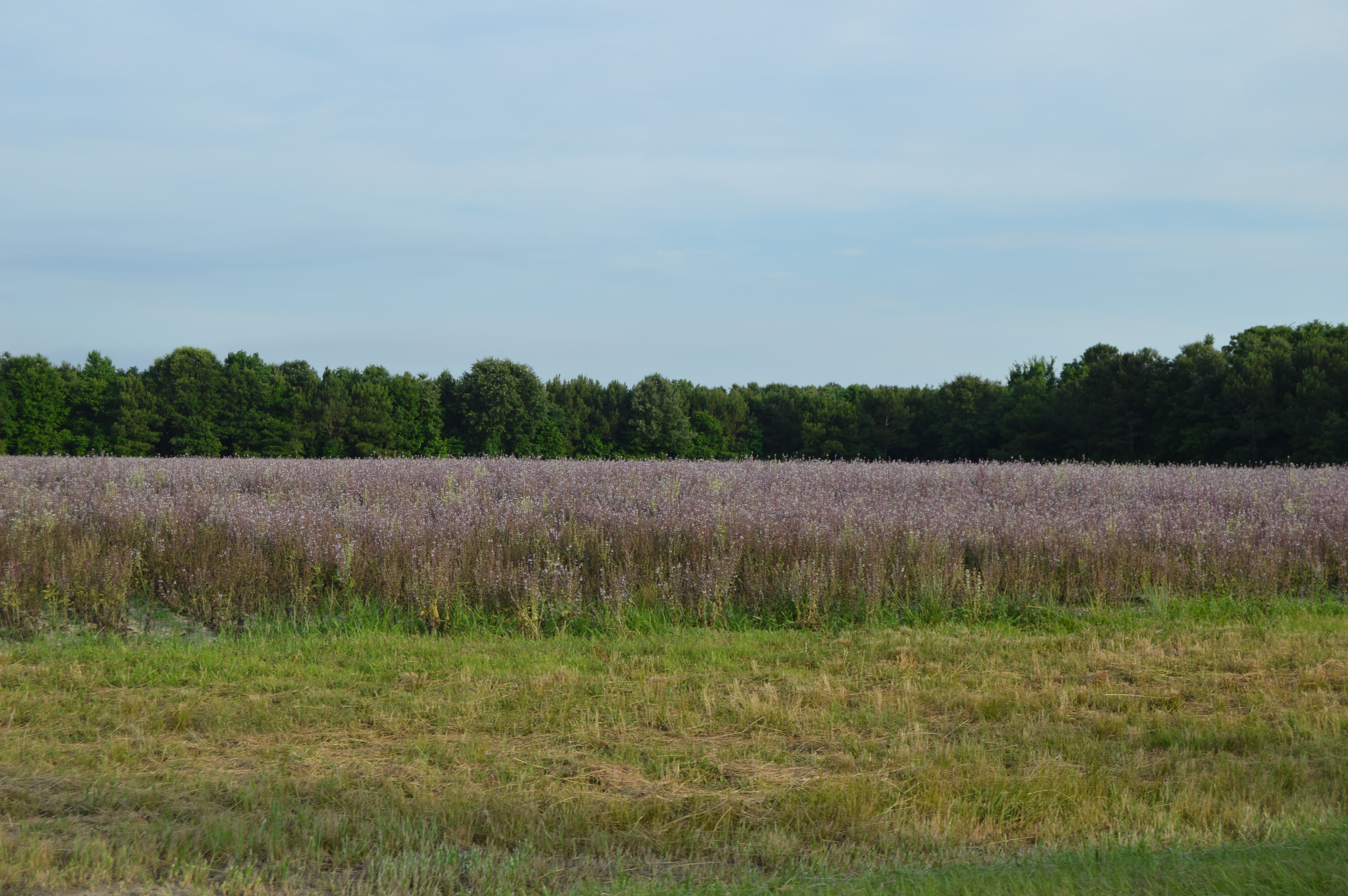
Åker med odlad muskatellsalvia
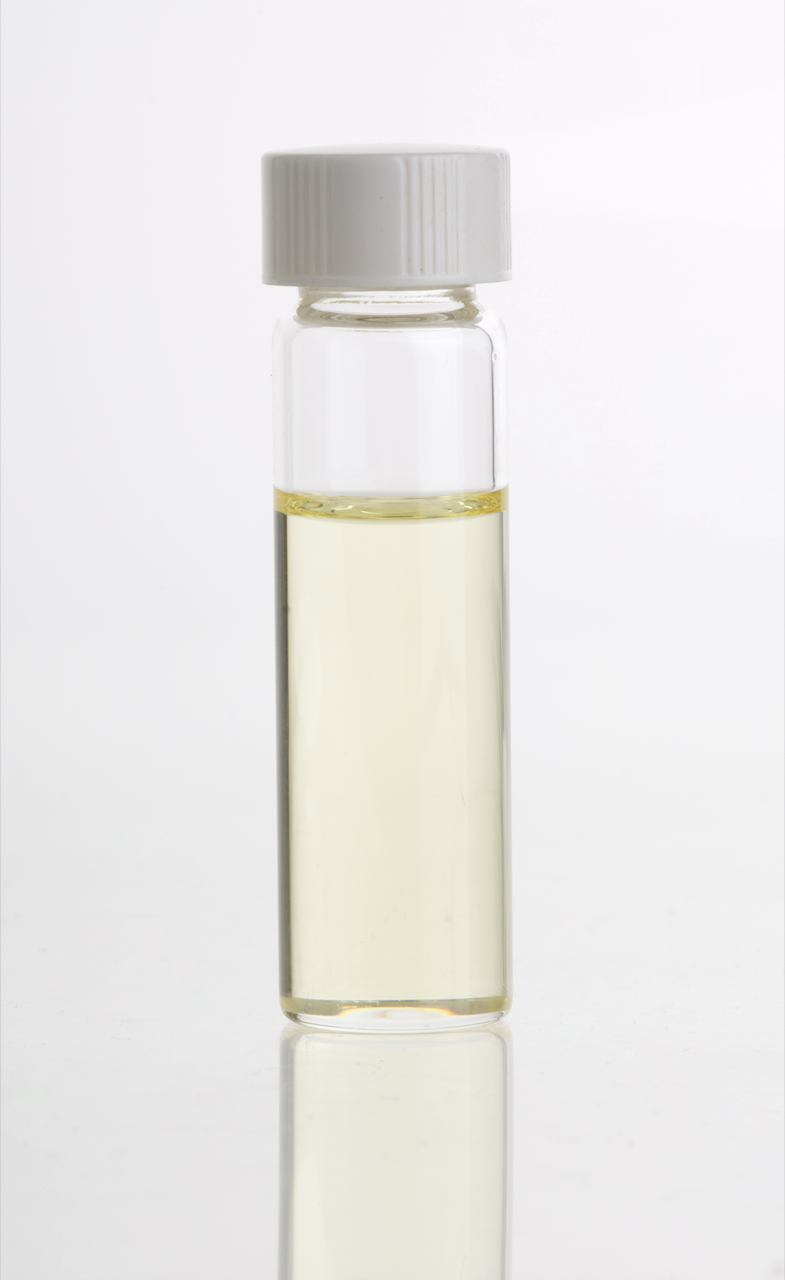
Muskatellolja